# 藤本英男
藤本英男（日语：／ Fujimoto Hideo，1944年6月24日—），日本男子摔跤运动员。他曾代表日本参加1968年和1972年夏季奥林匹克运动会摔跤比赛，其中1968年奥运会获得一枚银牌。